# 臨河区
臨河区（りんが-く）は、中華人民共和国内モンゴル自治区バヤンノール市に位置する市轄区。
バヤンノール市の行政中心。市の中心部と郷鎮の人口分布は半々ずつ。郊外では農業特区が発展している。

## 行政区画
12街道、7バルガス（鎮）、2郷を管轄：
- 街道弁事処：団結街道、車站街道、先鋒街道、解放街道、新華街道、東環路街道、鉄南街道、西環路街道、北環路街道、金川街道、匯豊街道
- バルガス（鎮）：狼山鎮、新華鎮、ガンジョール・ソム・ソム（干召廟鎮）、オラーントグ・バルガス（烏蘭図克鎮）、双河鎮、城関鎮、チャガーン・オボー・バルガス（白脳包鎮）
- 郷：曙光郷、八一郷